# Kyōka Shibata
Kyōka Shibata (柴田 杏花, Shibata Kyōka, née le 30 août 1999 à Tokyo) est une actrice japonaise.
Kyōka Shibata est reprise dans la liste de la deuxième promotion de Stardust Promotion[pas clair]. Elle est choisie comme l'une des filles Ribon en 2009.

## Filmographie

### Séries télévisées
- 2007 : Meitantei Conan : Un défi pour Shinichi Kudo : Ai Haibara
- 2008 : One-Pound Gospel
- 2008 : K-tai Investigator 7: Keiko Muraoka
- 2008 : Shinichi Hoshi Short Short
- 2008 : Tomorrow: Yō wa Mata Noboru : Saaya Endo (enfant)
- 2009 : Chōshoku-tei : Misako Tamami (enfant)
- 2009 : Jirou Shirasu : Keiko Shirasu
- 2009 : Urami-ya Honpo Reboot : Shizuka Hoshikage (enfant)
- 2009 : Mito Kōmon : Ochiyo (enfant)
- 2009 : Jin : Nokaze (enfant)
- 2010 : Shokatu Deka :
- 2010 : Hagane no Onna : Remon Kotohira
- 2010 : Kenji Heihachiro Kijima : Eri Ohashi
- 2011 : Hagane no Onna : Remon Kotohira
- 2011 : Ohisama : Midori
- 2011 : Doctors: Saikyō no Meii : Nao Hamaoka
- 2012 : Shokuzai (Penance) : Yuka Ogawa (enfant)
- 2012 : Dokurogeki 2: Atoaji no Warui Suspense
- 2013 : Lady Joker : Sachi Fukawa
- 2013 : Kodomo Keishi : Mio Shirasawa
- 2013 : Kasuka Kana Nojo : Kaze Hayama
- 2013 : Emergency room 24hours 5th Series
- 2013 : Tsuki ni Inoru Piero
- 2014 : Dark System: Koi no Ōzakettei-sen : Toki Ishikawa
- 2015 : Hōtei Arashi Bunsuke IgariL Tsui no Sumika : Masaki Kaoruhara
- 2015 : Yamegoku: Yakuza Yamete Itadakimasu : Kanon Kuramochi
- 2015 : Omotesan-do Koko Gassyo-bu : Narumi Kiriboshi
- 2016 : Noboru Tachibana Seishun Tebikae : Chica
- 2016 : Saki : Hajime Kunihiro[3]
- 2018 : I"s : Itsuki Akiba

### Films
- 2014 : Setouchi Kaizoku Monogatari : Murakami Kaede / Murakami Kagechika[4]
- 2014 : 'Blue Spring Ride : Yui Narumi (enfant)
- 2015 : Ayez une chanson sur vos lèvres : Eri Tsuji
- 2015 : Café Meikyū : Mariko (enfant)
- 2017 : Saki : Hajime Kunihiro[3]
- 2020 : Notre histoire : Ayano Naruse

### Théâtre
- 2007 : Chance 2007 : Mai
- 2009 : Rêver : Futur enfant

### Magazines
- 2009 : Ribon : Shūeisha[2]